# ان توانگ
ان توانگ (به لاتین: An Thượng) یک منطقهٔ مسکونی در ویتنام است که در هانوی واقع شده‌است.

## خصوصیات
ان توانگ ۶ کیلومترمربع مساحت و ۶٬۶۰۰ نفر جمعیت دارد.